# Миланский собор (355)
Мила́нский собо́р (Медиоланский собор) — церковный собор, созванный в Медиолане (Милан) римским императором Констанцием II для разрешения спора между арианами и ортодоксальными христианами. Точная дата собора неизвестна: чаще всего историки относят его к 355 году, иногда — к 354 или 356 году. Современная церковь (Католическая и Православная) не признаёт за Миланским собором статуса вселенского, а его решения не имеют значения для канонического права.

## История
На собор было собрано не более сорока епископов (и восточных, и западных). Руководство собором Констанций поручил ученикам Ария Урсакию и Валенту. При открытии Собора Дионисий Миланский предложил подписать всем присутствующим заранее заготовленный текст Никейского Символа веры, Валент возмутился, начался скандал, который остановила императорская стража. Заседания Собора перенесли в императорский дворец.
На последующих заседаниях Собора тайно за занавесом присутствовал император. Когда Афанасия Александрийского, лидера защитников никейского вероопределения, подвергли надуманным политическим обвинениям и западная партия его защитников возмутилась этими действиями председателя Собора, то император вышел и, угрожая епископам мечом, выкрикнул: «Моя воля — вот для вас канон». Дальнейшие заседания собора ( как и Никейского Вселенского Собора) стали актом политической воли: Афанасия осудили, ариане одержали победу. Афанасий Александрийский, а также его сторонники Евсевий Верцеллийский, Люцифер Калаританский и Дионисий Миланский были отправлены в ссылку. К папе Либерию был направлен посланник с требованием подписать деяние Собора, но папа потребовал проведения законного суда над Афанасием, на что император пригрозил ему ссылкой и дал три дня на размышление. Папа отказался и был сослан во Фракию, в город Верию.